# Gneu Domici Ahenobarb (cònsol any 32)
Gneu Domici Ahenobarb (llatí: Gnaeus Domitius L. F. Cn. N. Ahenobarbus) va ser fill del cònsol Luci Domici Ahenobarb cònsol l'any 16 aC. Es va casar amb Agripina Menor, la filla de Germànic i d'Agripina Major, i va ser pare de l'emperador Neró.
Va ser cònsol l'any 32 i després procònsol a Sicília. Durant la seva vida va ser acusat de molts crims, com ara de ser còmplice d'Albucil·la en adulteri i assassinat, i d'incest amb sa germana Domícia Lèpida, i només es va salvar de l'execució per la mort de Tiberi l'any 37. Quan el van felicitar pel naixement de l'infant Luci Domici Ahenobarb (el futur emperador Neró) va dir que un fill d'ell i d'Agripina només podia forjar la ruïna de l'estat.
Va morir a Pirgi a Etrúria en una data indeterminada.